# Danh mục loài cực kì nguy cấp theo sách đỏ IUCN (động vật)
Vào ngày 29 tháng 1 năm 2010, Sách đỏ IUCN đã công bố danh mục loài động vật cực kì nguy cấp gồm 1859 loài, phân loài, giống gốc, tiểu quần thể cực kỳ nguy cấp.

## Annelida

### Oligochaeta

#### Haplotaxida

##### Tubificidae
- Phallodrilus macmasterae

### Polychaeta

#### Nerillida

##### Nerillidae
- Mesonerilla prospera

## Arthropoda

### Arachnida

#### Araneae

##### Theraphosidae
- Poecilotheria hanumavilasumica
- Poecilotheria metallica

### Crustacea

#### Amphipoda

##### Bogidiellidae
- Bogidiella bermudensis

##### Gammaridae
- Gammarus desperatus

##### Hadziidae
- Pseudoniphargus grandimanus

##### Ingolfiellidae
- Ingolfiella longipes

##### Liljeborgiidae
- Idunella sketi

##### Paramelitidae
- Aquadulcaris pheronyx

##### Phoxocephalidae
- Cocoharpinia iliffei

#### Anostraca

##### Branchinectidae
- Branchinecta belki
- Branchinecta mexicana

##### Linderiellidae
- Dexteria floridana

##### Streptocephalidae
- Streptocephalus gracilis
- Streptocephalus moorei

##### Thamnocephalidae
- Branchinella lithaca

#### Calanoida

##### Epacteriscidae
- Erebonectes nesioticus

##### Platycopiidae
- Antrisocopia prehensilis
- Nanocopia minuta

##### Pseudocyclopiidae
- Paracyclopia naessi

#### Cyclopoida

##### Speleoithonidae
- Speleoithona bermudensis

#### Decapoda

##### Astacidae
- Pacifastacus fortis
- Pacifastacus nigrescens

##### Atyidae
- Typhlatya iliffei

##### Cambaridae
- Cambarus tartarus
- Cambarus zophonastes
- Fallicambarus petilicarpus
- Orconectes saxatilis
- Orconectes shoupi
- Procambarus angustatus
- Procambarus attiguus
- Procambarus delicatus
- Procambarus morrisi
- Procambarus nueces
- Procambarus rogersi expletus
- Procambarus steigmani
- Procambarus texanus

##### Gecarcinucidae
- Ceylonthelphusa callista
- Ceylonthelphusa durrelli
- Ceylonthelphusa kotagama
- Ceylonthelphusa nana
- Ceylonthelphusa nata
- Ceylonthelphusa orthos
- Ceylonthelphusa sanguinea
- Ceylonthelphusa savitriae
- Clinothelphusa kakoota
- Mahatha helaya
- Mahatha iora
- Mahatha lacuna
- Mahatha regina
- Oziothelphusa intuta
- Oziothelphusa kodagoda
- Parathelphusa reticulata
- Perbrinckia cracens
- Perbrinckia enodis
- Perbrinckia fido
- Perbrinckia gabadagei
- Perbrinckia glabra
- Perbrinckia morayensis
- Perbrinckia punctata
- Perbrinckia quadratus
- Perbrinckia rosae
- Perbrinckia scitula
- Phricotelphusa hockpingi

##### Hippolytidae
- Barbouria cubensis
- Somersiella sterreri

##### Potamidae
- Geothelphusa lanyu
- Geothelphusa lutao
- Johora singaporensis

##### Potamonautidae
- Liberonautes grandbassa
- Liberonautes lugbe

##### Procarididae
- Procaris chacei

##### Pseudothelphusidae
- Strengeriana antioquensis
- Tehuana veracruzana

#### Halocyprida

##### Halocyprididae
- Spelaeoecia bermudensis

#### Isopoda

##### Anthuridae
- Curassanthura bermudensis

##### Atlantasellidae
- Atlantasellus cavernicolus

##### Cirolanidae
- Bermudalana aruboides

##### Sphaeromatidae
- Thermosphaeroma cavicauda
- Thermosphaeroma dugesi
- Thermosphaeroma macrura
- Thermosphaeroma smithi

#### Mictacea

##### Mictocarididae
- Mictocaris halope

#### Misophrioida

##### Misophriidae
- Speleophria bivexilla
- Speleophria scottodicarloi

#### Mysidacea

##### Mysidae
- Bermudamysis speluncola
- Platyops sterreri

#### Podocopida

##### Cyprididae
- Kapcypriodopsis barnardi

### Diplopoda

#### Spirostreptida

##### Spirostreptidae
- Doratogonus major

### Insecta

#### Anoplura

##### Haematopinidae
- Haematopinus oliveri

#### Coleoptera

##### Carabidae
- Elaphrus viridis

##### Dytiscidae
- Hydrotarsus compunctus
- Meladema imbricata

##### Lucanidae
- Colophon berrisfordi
- Colophon cassoni
- Colophon montisatris
- Colophon primosi

##### Scarabaeidae
- Prodontria lewisi

##### Silphidae
- Nicrophorus americanus

##### Tenebrionidae
- Polposipus herculeanus

#### Dermaptera

##### Labiduridae
- Labidura herculeana

#### Diptera

##### Blepharoceridae
- Edwardsina tasmaniensis

#### Hymenoptera

##### Apidae
- Bombus franklini

##### Formicidae
- Adetomyrma venatrix
- Aneuretus simoni
- Nothomyrmecia macrops

#### Lepidoptera

##### Lycaenidae
- Chrysoritis cotrelli
- Lepidochrysops lotana
- Polyommatus humedasae

##### Nymphalidae
- Heliconius nattereri
- Parantica davidi

##### Papilionidae
- Atrophaneura jophon

##### Pieridae
- Pieris wollastoni

##### Sphingidae
- Euproserpinus wiesti

#### Odonata

##### Amphipterygidae
- Pentaphlebia gamblesi

##### Chlorocyphidae
- Chlorocypha jejuna
- Platycypha amboniensis
- Platycypha pinheyi
- Rhinocypha ogasawarensis

##### Chlorogomphidae
- Chlorogomphus brunneus keramensis

##### Coenagrionidae
- Acanthagrion taxaense
- Boninagrion ezoin
- Coenagriocnemis insularis
- Megalagrion leptodemas
- Megalagrion molokaiense
- Megalagrion nesiotes
- Minagrion ribeiroi
- Proischnura polychromaticum
- Pseudagrion mascagnii

##### Cordulegastridae
- Cordulegaster helladica kastalia

##### Corduliidae
- Austrocordulia leonardi

##### Euphaeidae
- Cryptophaea saukra

##### Gomphidae
- Anisogomphus solitaris
- Burmagomphus sivalikensis
- Heliogomphus ceylonicus
- Heliogomphus lyratus
- Heliogomphus nietneri

##### Lestidae
- Indolestes boninensis
- Sinhalestes orientalis

##### Libellulidae
- Boninthemis insularis
- Elga newtonsantosi
- Erythrodiplax acantha
- Erythrodiplax nivea
- Libellula angelina
- Micrathyria kleerekoperi
- Micromacromia miraculosa
- Neodythemis takamandensis
- Sympetrum evanescens
- Tetrathemis denticauda
- Tetrathemis ruwensoriensis
- Trithemis nigra
- Zygonychidium gracile

##### Macromiidae
- Macromia flinti

##### Megapodagrionidae
- Amanipodagrion gilliesi
- Nesolestes nigeriensis

##### Platycnemididae
- Oreocnemis phoenix
- Platycnemis pembipes
- Risiocnemis seidenschwarzi

##### Platystictidae
- Drepanosticta adami
- Drepanosticta austeni
- Drepanosticta hilaris
- Drepanosticta montana
- Drepanosticta submontana
- Protosticta gracilis
- Protosticta plicata
- Protosticta rozendalorum

##### Protoneuridae
- Disparoneura ramajana
- Elattoneura leucostigma
- Elattoneura pluotae

##### Pseudostigmatidae
- Mecistogaster pronoti

#### Orthoptera

##### Acrididae
- Schayera baiulus

##### Tetrigidae
- Tettigidea empedonepia

##### Tettigoniidae
- Aglaothorax longipennis
- Hemisaga elongata
- Idiostatus middlekaufi
- Ixalodectes flectocercus
- Nanodectes bulbicercus
- Pachysaga strobila

#### Phasmida

##### Phasmatidae
- Dryococelus australis

## Chordata

### Actinopterygii

#### Acipenseriformes

##### Acipenseridae
- Acipenser dabryanus
- Acipenser nudiventris (tiểu quần thể sông Danube)
- Acipenser sturio
- Acipenser transmontanus (tiểu quần thể sông Nechako)
- Acipenser transmontanus (tiểu quần thể sông Thượng Columbia)
- Huso huso (giống gốc biển Azov)
- Pseudoscaphirhynchus fedtschenkoi
- Pseudoscaphirhynchus hermanni
- Scaphirhynchus suttkusi

##### Polyodontidae
- Psephurus gladius

#### Anguilliformes

##### Anguillidae
- Anguilla anguilla

#### Atheriniformes

##### Atherinidae
- Poblana alchichica

##### Atherinopsidae
- Atherinella jiloaensis

##### Bedotiidae
- Bedotia sp. nov. 'Manombo'
- Bedotia sp. nov. 'Sambava'
- Bedotia sp. nov. 'Vevembe'
- Bedotia tricolor

##### Melanotaeniidae
- Chilatherina sentaniensis
- Glossolepis wanamensis

##### Pseudomugilidae
- Kiunga ballochi
- Scaturiginichthys vermeilipinnis

#### Beloniformes

##### Adrianichthyidae
- Adrianichthys kruyti
- Xenopoecilus poptae

#### Characiformes

##### Alestidae
- Rhabdalestes leleupi

##### Distichodontidae
- Neolebias lozii

#### Clupeiformes

##### Clupeidae
- Alosa killarnensis
- Alosa vistonica
- Clupeonella abrau

#### Cypriniformes

##### Balitoridae
- Barbatula eregliensis
- Barbatula simavica
- Nemacheilus dori
- Sphaerophysa dianchiensis
- Yunnanilus discoloris

##### Catostomidae
- Chasmistes cujus

##### Cobitidae
- Cobitis bilseli
- Cobitis illyrica
- Cobitis puncticulata
- Cobitis stephanidisi
- Cobitis taurica
- Yasuhikotakia sidthimunki

##### Cyprinidae
- Acheilognathus elongatus
- Alburnus macedonicus
- Alburnus mandrensis
- Alburnus vistonicus
- Anabarilius andersoni
- Barbus erubescens
- Barbus euboicus
- Barbus ruasae
- Barbus sp. nov. 'Banhine'
- Capoeta pestai
- Cephalakompsus pachycheilus
- Chela caeruleostigmata
- Cyprinella alvarezdelvillari
- Cyprinella bocagrande
- Cyprinus carpio (tiểu quần thể sông Danube)
- Cyprinus fuxianensis
- Cyprinus micristius
- Cyprinus qionghaiensis
- Delminichthys jadovensis
- Delminichthys krbavensis
- Dionda mandibularis
- Garra ghorensis
- Gila modesta
- Gila nigrescens
- Gobio delyamurei
- Hampala lopezi
- Hemigrammocapoeta kemali
- Iberochondrostoma almacai
- Iberochondrostoma lusitanicus
- Iberochondrostoma oretanum
- Iberocypris palaciosi
- Labeo lankae
- Labeo potail
- Lepidomeda albivallis
- Mandibularca resinus
- Moapa coriacea
- Notropis cahabae
- Notropis mekistocholas
- Notropis moralesi
- Ospatulus truncatus
- Parachondrostoma arrigonis
- Pelasgus epiroticus
- Pelasgus laconicus
- Phoxinellus dalmaticus
- Pseudobarbus burchelli
- Pseudophoxinus egridiri
- Pseudophoxinus fahirae
- Pseudophoxinus handlirschi
- Pseudophoxinus syriacus
- Pseudophoxinus zeregi
- Puntius amarus
- Puntius bandula
- Puntius baoulan
- Puntius clemensi
- Puntius disa
- Puntius flavifuscus
- Puntius herrei
- Puntius katalo
- Puntius lanaoensis
- Puntius manalak
- Puntius tras
- Rhodeus ocellatus smithii
- Scardinius graecus
- Scardinius racovitzai
- Scardinius scardafa
- Schizothorax grahami
- Sinocyclocheilus grahami
- Spratellicypris palata
- Squalius sp. nov. 'Evia'
- Telestes fontinalis
- Telestes polylepis
- Telestes turskyi
- Varicorhinus platystoma
- Varicorhinus ruandae
- Xenocypris yunnanensis

#### Cyprinodontiformes

##### Aplocheilidae
- Pachypanchax sakaramyi

##### Cyprinodontidae
- Aphanius almiriensis
- Aphanius richardsoni
- Aphanius sirhani
- Aphanius splendens
- Aphanius transgrediens
- Cyprinodon bovinus
- Cyprinodon labiosus
- Cyprinodon meeki
- Cyprinodon pachycephalus
- Cyprinodon pecosensis
- Cyprinodon verecundus
- Cyprinodon veronicae
- Lucania interioris
- Valencia hispanica
- Valencia letourneuxi

##### Goodeidae
- Allotoca diazi
- Allotoca maculata
- Girardinichthys viviparus
- Hubbsina turneri
- Zoogoneticus tequila

##### Poeciliidae
- Aplocheilichthys sp. nov. 'Baringo'
- Gambusia eurystoma
- Pantanodon sp. nov. 'Manombo'
- Poecilia latipunctata
- Poecilia sulphuraria
- Xiphophorus couchianus

##### Rivulidae
- Austrolebias cinereus

#### Gadiformes

##### Moridae
- Physiculus helenaensis

#### Gasterosteiformes

##### Gasterosteidae
- Pungitius hellenicus

#### Gonorynchiformes

##### Kneriidae
- Kneria sp. nov. 'South Africa'

#### Lophiiformes

##### Brachionichthyidae
- Brachionichthys hirsutus

#### Perciformes

##### Belontiidae
- Betta miniopinna
- Betta persephone
- Betta spilotogena

##### Blenniidae
- Salaria economidisi

##### Callionymidae
- Callionymus sanctaehelenae

##### Cichlidae
- Amphilophus zaliosus
- Astatotilapia sp. nov. 'dwarf bigeye scraper'
- Haplochromis annectidens
- Haplochromis argenteus
- Haplochromis bayoni
- Haplochromis beadlei
- Haplochromis cavifrons
- Haplochromis chromogynos
- Haplochromis crocopeplus
- Haplochromis guiarti
- Haplochromis harpakteridion
- Haplochromis heusinkveldi
- Haplochromis howesi
- Haplochromis latifasciatus
- Haplochromis maculipinna
- Haplochromis maxillaris
- Haplochromis megalops
- Haplochromis mento
- Haplochromis microdon
- Haplochromis paropius
- Haplochromis phytophagus
- Haplochromis piceatus
- Haplochromis pitmani
- Haplochromis plagiostoma
- Haplochromis sp. nov. 'Amboseli'
- Haplochromis sp. nov. 'ruby'
- Haplochromis spekii
- Haplochromis victorianus
- Haplochromis welcommei
- Konia dikume
- Konia eisentrauti
- Lamprologus kungweensis
- Lipochromis sp. nov. 'backflash cryptodon'
- Lipochromis sp. nov. 'small obesoid'
- Lipochromis sp. nov. 'black cryptodon'
- Lipochromis sp. nov. 'parvidens-like'
- Lithochromis rubripinnis
- Lithochromis rufus
- Lithochromis xanthopteryx
- Macropleurodus bicolor
- Myaka myaka
- Neochromis simotes
- Oreochromis chungruruensis
- Oreochromis esculentus
- Oreochromis hunteri
- Oreochromis jipe
- Oreochromis karomo
- Oreochromis mortimeri
- Oreochromis pangani
- Oreochromis variabilis
- Orthochromis uvinzae
- Oxylapia polli
- Paralabidochromis victoriae
- Paratilapia sp. nov. 'Vevembe'
- Paretroplus maculatus
- Paretroplus menarambo
- Ptychochromis sp. nov. 'Joba mena'
- Ptychochromoides betsileanus
- Ptychochromoides vondrozo
- Ptyochromis sp. nov. 'rainbow sheller'
- Ptyochromis sp. nov. 'Rusinga oral sheller'
- Pungu maclareni
- Sarotherodon caroli
- Sarotherodon linnellii
- Sarotherodon lohbergeri
- Sarotherodon steinbachi
- Stomatepia mariae
- Stomatepia mongo
- Stomatepia pindu
- Tilapia guinasana
- Tristramella sacra
- Xystichromis sp. nov. 'Kyoga flameback'

##### Eleotridae
- Mogurnda furva
- Mogurnda variegata

##### Gobiidae
- Chlamydogobius micropterus
- Chlamydogobius squamigenus
- Knipowitschia cameliae
- Knipowitschia ephesi
- Knipowitschia mermere
- Knipowitschia milleri
- Knipowitschia sp. nov. 'Visovac'
- Pandaka pygmaea
- Proterorhinus tataricus
- Weberogobius amadi

##### Percichthyidae
- Maccullochella peelii

##### Percidae
- Romanichthys valsanicola
- Zingel asper

##### Polyprionidae
- Polyprion americanus (tiểu quần thể Brasil)
- Stereolepis gigas

##### Sciaenidae
- Bahaba taipingensis
- Totoaba macdonaldi

##### Scombridae
- Thunnus alalunga (giống gốc nam Đại Tây Dương)
- Thunnus maccoyii
- Thunnus thynnus (giống gốc tây Đại Tây Dương)

##### Serranidae
- Epinephelus drummondhayi
- Epinephelus itajara
- Epinephelus nigritus

#### Percopsiformes

##### Amblyopsidae
- Speoplatyrhinus poulsoni

#### Salmoniformes

##### Galaxiidae
- Galaxias fontanus
- Galaxias fuscus
- Galaxias johnstoni
- Galaxias pedderensis

##### Salmonidae
- Coregonus bavaricus
- Coregonus hoferi
- Coregonus pennantii
- Coregonus reighardi
- Coregonus trybomi
- Hucho perryi
- Oncorhynchus apache
- Oncorhynchus formosanus
- Oncorhynchus nerka (COLUMBIA RIVER: Redfish Lk)
- Oncorhynchus nerka (FRASER RIVER, MIDDLE: Gates Ck)
- Oncorhynchus nerka (PUGET SOUND-GEORGIA BASIN: Village Bay Ck, Sakinaw)
- Oncorhynchus nerka (SKEENA R, MIDDLE: Nanika Lk/Morice R)
- Salmo carpio
- Salmo ezenami
- Salmo platycephalus
- Salmo trutta (giống gốc biển Aral và sông Amu Darya)
- Salvelinus grayi
- Salvelinus lonsdalii
- Salvelinus obtusus

#### Scorpaeniformes

##### Cottidae
- Cottus paulus
- Cottus rondeleti

##### Scorpaenidae
- Sebastes paucispinus

#### Siluriformes

##### Astroblepidae
- Astroblepus ubidiai

##### Bagridae
- Pseudobagrus medianalis

##### Clariidae
- Clarias cavernicola
- Clarias maclareni
- Encheloclarias curtisoma
- Encheloclarias kelioides
- Xenoclarias eupogon

##### Ictaluridae
- Noturus baileyi
- Noturus trautmani

##### Mochokidae
- Chiloglanis lufirae
- Chiloglanis ruziziensis

##### Pangasiidae
- Pangasianodon gigas
- Pangasius sanitwongsei

##### Siluridae
- Silurus mento

##### Trichomycteridae
- Trichomycterus venulosus

#### Syngnathiformes

##### Syngnathidae
- Syngnathus watermeyeri

### Amphibia

#### Anura

##### Amphignathodontidae
- Gastrotheca lauzuricae
- Gastrotheca zeugocystis

##### Aromobatidae
- Allobates juanii
- Aromobates leopardalis
- Aromobates meridensis
- Aromobates nocturnus
- Mannophryne caquetio
- Mannophryne cordilleriana
- Mannophryne lamarcai
- Mannophryne neblina
- Mannophryne olmonae
- Prostherapis dunni

##### Arthroleptidae
- Arthroleptis troglodytes
- Astylosternus nganhanus
- Cardioglossa alsco
- Cardioglossa trifasciata
- Leptodactylodon erythrogaster

##### Bufonidae
- Adenomus dasi
- Amietophrynus taiensis
- Andinophryne colomai
- Atelopus andinus
- Atelopus angelito
- Atelopus arsyecue
- Atelopus arthuri
- Atelopus balios
- Atelopus bomolochos
- Atelopus boulengeri
- Atelopus carauta
- Atelopus carbonerensis
- Atelopus carrikeri
- Atelopus chiriquiensis
- Atelopus chocoensis
- Atelopus chrysocorallus
- Atelopus coynei
- Atelopus cruciger
- Atelopus ebenoides
- Atelopus elegans
- Atelopus epikeisthos
- Atelopus erythropus
- Atelopus eusebianus
- Atelopus exiguus
- Atelopus famelicus
- Atelopus farci
- Atelopus galactogaster
- Atelopus glyphus
- Atelopus guanujo
- Atelopus guitarraensis
- Atelopus halihelos
- Atelopus laetissimus
- Atelopus lozanoi
- Atelopus lynchi
- Atelopus mandingues
- Atelopus mindoensis
- Atelopus minutulus
- Atelopus monohernandezii
- Atelopus mucubajiensis
- Atelopus muisca
- Atelopus nahumae
- Atelopus nanay
- Atelopus nepiozomus
- Atelopus nicefori
- Atelopus onorei
- Atelopus oxyrhynchus
- Atelopus pachydermus
- Atelopus pedimarmoratus
- Atelopus peruensis
- Atelopus petersi
- Atelopus petriruizi
- Atelopus pictiventris
- Atelopus pinangoi
- Atelopus planispina
- Atelopus pulcher
- Atelopus pyrodactylus
- Atelopus quimbaya
- Atelopus reticulatus
- Atelopus seminiferus
- Atelopus senex
- Atelopus sernai
- Atelopus simulatus
- Atelopus sonsonensis
- Atelopus sorianoi
- Atelopus subornatus
- Atelopus tamaensis
- Atelopus varius
- Atelopus walkeri
- Atelopus zeteki
- Bufo sumatranus
- Churamiti maridadi
- Incilius cristatus
- Incilius fastidiosus
- Incilius peripatetes
- Leptophryne cruentata
- Melanophryniscus langonei
- Nectophrynoides paulae
- Nectophrynoides poyntoni
- Nectophrynoides wendyae
- Nimbaphrynoides liberiensis
- Nimbaphrynoides occidentalis
- Pelophryne linanitensis
- Pelophryne murudensis
- Peltophryne florentinoi
- Peltophryne fluviatica
- Peltophryne lemur
- Rhinella amabilis
- Rhinella chavin
- Rhinella rostrata
- Werneria iboundji
- Wolterstorffina chirioi

##### Calyptocephalellidae
- Telmatobufo bullocki

##### Centrolenidae
- Centrolene ballux
- Centrolene gemmatum
- Centrolene heloderma
- Hyalinobatrachium crybetes
- Nymphargus anomalus
- Nymphargus laurae

##### Ceratobatrachidae
- Platymantis insulatus

##### Ceratophryidae
- Telmatobius atacamensis
- Telmatobius cirrhacelis
- Telmatobius culeus
- Telmatobius espadai
- Telmatobius gigas
- Telmatobius niger
- Telmatobius pefauri
- Telmatobius punctatus
- Telmatobius vellardi
- Telmatobius zapahuirensis

##### Craugastoridae
- Craugastor anciano
- Craugastor andi
- Craugastor angelicus
- Craugastor catalinae
- Craugastor coffeus
- Craugastor cruzi
- Craugastor emcelae
- Craugastor emleni
- Craugastor epochthidius
- Craugastor fecundus
- Craugastor fleischmanni
- Craugastor glaucus
- Craugastor greggi
- Craugastor guerreroensis
- Craugastor lineatus
- Craugastor megalotympanum
- Craugastor merendonensis
- Craugastor milesi
- Craugastor olanchano
- Craugastor omoaensis
- Craugastor polymniae
- Craugastor pozo
- Craugastor ranoides
- Craugastor saltuarius
- Craugastor stadelmani
- Craugastor tabasarae
- Craugastor taurus
- Craugastor trachydermus

##### Cryptobatrachidae
- Cryptobatrachus nicefori

##### Cycloramphidae
- Alsodes montanus
- Alsodes tumultuosus
- Alsodes vanzolinii
- Cycloramphus faustoi
- Eupsophus insularis
- Insuetophrynus acarpicus
- Odontophrynus moratoi
- Rhinoderma rufum

##### Dendrobatidae
- Ameerega ingeri
- Ameerega planipaleae
- Colostethus jacobuspetersi
- Hyloxalus anthracinus
- Hyloxalus delatorreae
- Hyloxalus edwardsi
- Hyloxalus ruizi
- Hyloxalus vertebralis
- Minyobates steyermarki
- Oophaga lehmanni
- Ranitomeya abdita
- Ranitomeya dorisswansonae

##### Dicroglossidae
- Fejervarya murthii
- Ingerana charlesdarwini
- Nannophrys marmorata

##### Eleutherodactylidae
- Eleutherodactylus albipes
- Eleutherodactylus alticola
- Eleutherodactylus amadeus
- Eleutherodactylus apostates
- Eleutherodactylus bakeri
- Eleutherodactylus bartonsmithi
- Eleutherodactylus blairhedgesi
- Eleutherodactylus bresslerae
- Eleutherodactylus brevirostris
- Eleutherodactylus caribe
- Eleutherodactylus cavernicola
- Eleutherodactylus chlorophenax
- Eleutherodactylus corona
- Eleutherodactylus cubanus
- Eleutherodactylus darlingtoni
- Eleutherodactylus dixoni
- Eleutherodactylus dolomedes
- Eleutherodactylus eneidae
- Eleutherodactylus eunaster
- Eleutherodactylus fowleri
- Eleutherodactylus furcyensis
- Eleutherodactylus fuscus
- Eleutherodactylus glandulifer
- Eleutherodactylus glanduliferoides
- Eleutherodactylus grandis
- Eleutherodactylus griphus
- Eleutherodactylus iberia
- Eleutherodactylus jasperi
- Eleutherodactylus jaumei
- Eleutherodactylus juanariveroi
- Eleutherodactylus jugans
- Eleutherodactylus junori
- Eleutherodactylus karlschmidti
- Eleutherodactylus lamprotes
- Eleutherodactylus leoncei
- Eleutherodactylus locustus
- Eleutherodactylus lucioi
- Eleutherodactylus mariposa
- Eleutherodactylus nortoni
- Eleutherodactylus orcutti
- Eleutherodactylus orientalis
- Eleutherodactylus oxyrhyncus
- Eleutherodactylus parabates
- Eleutherodactylus parapelates
- Eleutherodactylus paulsoni
- Eleutherodactylus pezopetrus
- Eleutherodactylus poolei
- Eleutherodactylus rhodesi
- Eleutherodactylus richmondi
- Eleutherodactylus rivularis
- Eleutherodactylus rufescens
- Eleutherodactylus rufifemoralis
- Eleutherodactylus schmidti
- Eleutherodactylus sciagraphus
- Eleutherodactylus semipalmatus
- Eleutherodactylus sisyphodemus
- Eleutherodactylus symingtoni
- Eleutherodactylus tetajulia
- Eleutherodactylus thorectes
- Eleutherodactylus tonyi
- Eleutherodactylus turquinensis
- Eleutherodactylus ventrilineatus
- Eleutherodactylus warreni

##### Heleophrynidae
- Heleophryne hewitti
- Heleophryne rosei

##### Hylidae
- Agalychnis moreletii
- Bokermannohyla izecksohni
- Bromeliohyla dendroscarta
- Charadrahyla altipotens
- Charadrahyla trux
- Dendropsophus amicorum
- Duellmanohyla salvavida
- Duellmanohyla soralia
- Duellmanohyla uranochroa
- Ecnomiohyla echinata
- Ecnomiohyla rabborum
- Ecnomiohyla salvaje
- Ecnomiohyla valancifer
- Exerodonta perkinsi
- Hyla bocourti
- Hyla heinzsteinitzi
- Hylomantis lemur
- Hyloscirtus chlorosteus
- Hyloscirtus colymba
- Hyloscirtus ptychodactylus
- Hypsiboas cymbalum
- Isthmohyla angustilineata
- Isthmohyla calypsa
- Isthmohyla debilis
- Isthmohyla graceae
- Isthmohyla insolita
- Isthmohyla rivularis
- Isthmohyla tica
- Litoria booroolongensis
- Litoria castanea
- Litoria lorica
- Litoria myola
- Litoria nyakalensis
- Litoria piperata
- Litoria spenceri
- Megastomatohyla mixe
- Megastomatohyla pellita
- Phyllodytes auratus
- Phyllomedusa ayeaye
- Plectrohyla acanthodes
- Plectrohyla avia
- Plectrohyla calthula
- Plectrohyla calvicollina
- Plectrohyla celata
- Plectrohyla cembra
- Plectrohyla chryses
- Plectrohyla chrysopleura
- Plectrohyla crassa
- Plectrohyla cyanomma
- Plectrohyla dasypus
- Plectrohyla ephemera
- Plectrohyla exquisita
- Plectrohyla guatemalensis
- Plectrohyla hartwegi
- Plectrohyla hazelae
- Plectrohyla ixil
- Plectrohyla pachyderma
- Plectrohyla pokomchi
- Plectrohyla psarosema
- Plectrohyla pycnochila
- Plectrohyla quecchi
- Plectrohyla sabrina
- Plectrohyla siopela
- Plectrohyla tecunumani
- Plectrohyla teuchestes
- Plectrohyla thorectes
- Ptychohyla dendrophasma
- Ptychohyla hypomykter
- Ptychohyla macrotympanum
- Ptychohyla sanctaecrucis
- Scinax alcatraz
- Scinax faivovichi
- Scinax peixotoi

##### Hyperoliidae
- Alexteroon jynx
- Hyperolius watsonae

##### Leiopelmatidae
- Leiopelma archeyi

##### Leiuperidae
- Somuncuria somuncurensis

##### Leptodactylidae
- Leptodactylus fallax
- Leptodactylus magistris
- Leptodactylus silvanimbus

##### Mantellidae
- Boophis williamsi
- Mantella aurantiaca
- Mantella cowanii
- Mantella milotympanum
- Mantidactylus pauliani

##### Megophryidae
- Leptobrachella palmata
- Oreolalax liangbeiensis
- Scutiger maculatus

##### Micrixalidae
- Micrixalus kottigeharensis

##### Microhylidae
- Albericus siegfriedi
- Cophixalus concinnus
- Cophyla berara
- Microhyla karunaratnei
- Parhoplophryne usambarica
- Stumpffia helenae

##### Myobatrachidae
- Geocrinia alba
- Philoria frosti
- Pseudophryne corroboree
- Taudactylus acutirostris
- Taudactylus eungellensis
- Taudactylus pleione
- Taudactylus rheophilus

##### Petropedetidae
- Conraua derooi
- Petropedetes dutoiti

##### Pipidae
- Xenopus longipes

##### Pyxicephalidae
- Anhydrophryne ngongoniensis
- Microbatrachella capensis

##### Ranidae
- Glandirana minima
- Lithobates chichicuahutla
- Lithobates omiltemanus
- Lithobates pueblae
- Lithobates sevosus
- Lithobates subaquavocalis
- Lithobates tlaloci
- Lithobates vibicarius
- Odorrana wuchuanensis
- Pelophylax cerigensis
- Rana chevronta
- Rana holtzi

##### Ranixalidae
- Indirana gundia
- Indirana phrynoderma

##### Rhacophoridae
- Philautus chalazodes
- Philautus griet
- Philautus jacobsoni
- Philautus limbus
- Philautus lunatus
- Philautus macropus
- Philautus nemus
- Philautus papillosus
- Philautus ponmudi
- Philautus procax
- Philautus sanctisilvaticus
- Philautus shillongensis
- Philautus simba
- Philautus sp. nov. 'Amboli Forest'
- Philautus sp. nov. 'Munnar'
- Polypedates fastigo
- Rhacophorus pseudomalabaricus

##### Strabomantidae
- Atopophrynus syntomopus
- Holoaden bradei
- Hypodactylus lucida
- Niceforonia adenobrachia
- Oreobates pereger
- Oreobates zongoensis
- Phrynopus dagmarae
- Phrynopus heimorum
- Phrynopus juninensis
- Phrynopus kauneorum
- Phrynopus tautzorum
- Pristimantis albericoi
- Pristimantis bernali
- Pristimantis hamiotae
- Pristimantis lichenoides
- Pristimantis phragmipleuron
- Pristimantis simonsii
- Pristimantis torrenticola
- Pristimantis tribulosus
- Pristimantis veletis
- Psychrophrynella guillei
- Psychrophrynella illimani
- Psychrophrynella kallawaya
- Psychrophrynella saltator
- Strabomantis helonotus

#### Caudata

##### Ambystomatidae
- Ambystoma amblycephalum
- Ambystoma andersoni
- Ambystoma bombypellum
- Ambystoma dumerilii
- Ambystoma granulosum
- Ambystoma leorae
- Ambystoma lermaense
- Ambystoma mexicanum
- Ambystoma taylori

##### Cryptobranchidae
- Andrias davidianus

##### Hynobiidae
- Hynobius abei
- Hynobius amjiensis
- Hynobius okiensis
- Paradactylodon gorganensis
- Paradactylodon mustersi

##### Plethodontidae
- Bolitoglossa capitana
- Bolitoglossa carri
- Bolitoglossa decora
- Bolitoglossa diaphora
- Bolitoglossa longissima
- Bolitoglossa oresbia
- Bolitoglossa synoria
- Bradytriton silus
- Chiropterotriton arboreus
- Chiropterotriton chiropterus
- Chiropterotriton lavae
- Chiropterotriton magnipes
- Chiropterotriton terrestris
- Cryptotriton monzoni
- Cryptotriton veraepacis
- Cryptotriton wakei
- Dendrotriton bromeliacius
- Dendrotriton cuchumatanus
- Nototriton brodiei
- Nototriton lignicola
- Nototriton major
- Oedipina altura
- Oedipina maritima
- Oedipina paucidentata
- Oedipina tomasi
- Parvimolge townsendi
- Pseudoeurycea ahuitzotl
- Pseudoeurycea anitae
- Pseudoeurycea aquatica
- Pseudoeurycea brunnata
- Pseudoeurycea exspectata
- Pseudoeurycea gigantea
- Pseudoeurycea goebeli
- Pseudoeurycea juarezi
- Pseudoeurycea lynchi
- Pseudoeurycea naucampatepetl
- Pseudoeurycea nigra
- Pseudoeurycea nigromaculata
- Pseudoeurycea parva
- Pseudoeurycea praecellens
- Pseudoeurycea rex
- Pseudoeurycea robertsi
- Pseudoeurycea saltator
- Pseudoeurycea smithi
- Pseudoeurycea tlahcuiloh
- Pseudoeurycea unguidentis
- Thorius aureus
- Thorius infernalis
- Thorius magnipes
- Thorius minutissimus
- Thorius minydemus
- Thorius munificus
- Thorius narismagnus
- Thorius narisovalis
- Thorius pennatulus
- Thorius smithi
- Thorius spilogaster

##### Salamandridae
- Calotriton arnoldi
- Echinotriton chinhaiensis
- Lyciasalamandra billae
- Neurergus kaiseri
- Neurergus microspilotus

#### Gymnophiona

##### Caeciliidae
- Boulengerula niedeni

### Birds

#### Anseriformes

##### Anatidae
- Anas laysanensis
- Anas nesiotis
- Aythya innotata
- Mergus octosetaceus
- Rhodonessa caryophyllacea
- Tadorna cristata

#### Apodiformes

##### Trochilidae
- Amazilia luciae
- Coeligena orina
- Eriocnemis godini
- Eriocnemis isabellae
- Eriocnemis mirabilis
- Eriocnemis nigrivestis
- Lepidopyga lilliae
- Lophornis brachylophus
- Sephanoides fernandensis

#### Caprimulgiformes

##### Aegothelidae
- Aegotheles savesi

##### Caprimulgidae
- Caprimulgus noctitherus
- Siphonorhis americana

#### Charadriiformes

##### Alcidae
- Brachyramphus brevirostris

##### Charadriidae
- Charadrius sanctaehelenae
- Vanellus gregarius
- Vanellus macropterus

##### Glareolidae
- Rhinoptilus bitorquatus

##### Laridae
- Sterna bernsteini

##### Recurvirostridae
- Himantopus novaezelandiae

##### Scolopacidae
- Eurynorhynchus pygmeus
- Numenius borealis
- Numenius tenuirostris

#### Ciconiiformes

##### Ardeidae
- Ardea insignis

##### Threskiornithidae
- Bostrychia bocagei
- Geronticus eremita
- Pseudibis davisoni
- Thaumatibis gigantea

#### Columbiformes

##### Columbidae
- Claravis godefrida
- Columba argentina
- Columbina cyanopis
- Gallicolumba erythroptera
- Gallicolumba keayi
- Gallicolumba menagei
- Gallicolumba platenae
- Leptotila wellsi
- Ptilinopus arcanus

#### Coraciiformes

##### Alcedinidae
- Todiramphus gambieri
- Todiramphus godeffroyi

##### Bucerotidae
- Aceros waldeni
- Anthracoceros montani

#### Cuculiformes

##### Cuculidae
- Carpococcyx viridis
- Centropus steerii

#### Falconiformes

##### Accipitridae
- Buteo ridgwayi
- Chondrohierax wilsonii
- Gyps bengalensis
- Gyps indicus
- Gyps tenuirostris
- Haliaeetus vociferoides
- Leptodon forbesi
- Pithecophaga jefferyi
- Sarcogyps calvus
- Spizaetus floris

##### Cathartidae
- Gymnogyps californianus

#### Galliformes

##### Cracidae
- Crax alberti
- Penelope albipennis
- Pipile pipile

##### Phasianidae
- Francolinus ochropectus
- Ophrysia superciliosa

#### Gruiformes

##### Gruidae
- Grus leucogeranus

##### Otididae
- Houbaropsis bengalensis

##### Rallidae
- Gallinula pacifica
- Gallinula silvestris
- Gallirallus lafresnayanus

#### Passeriformes

##### Alaudidae
- Alauda razae
- Heteromirafra archeri
- Heteromirafra sidamoensis

##### Campephagidae
- Coracina newtoni

##### Cisticolidae
- Apalis fuscigularis

##### Colluricinclidae
- Colluricincla sanghirensis

##### Corvidae
- Corvus kubaryi
- Corvus unicolor

##### Cotingidae
- Calyptura cristata

##### Dicaeidae
- Dicaeum quadricolor

##### Emberizidae
- Amaurospiza carrizalensis
- Atlapetes blancae
- Atlapetes pallidiceps
- Camarhynchus heliobates
- Camarhynchus pauper
- Rowettia goughensis
- Sporophila melanops
- Sporophila zelichi

##### Formicariidae
- Grallaria chthonia

##### Fringillidae
- Hemignathus lucidus
- Loxioides bailleui
- Loxops caeruleirostris
- Melamprosops phaeosoma
- Neospiza concolor
- Oreomystis bairdi
- Palmeria dolei
- Paroreomyza maculata
- Pseudonestor xanthophrys
- Psittirostra psittacea
- Pyrrhula murina
- Telespiza ultima

##### Furnariidae
- Aphrastura masafuerae
- Cinclodes aricomae
- Philydor novaesi

##### Hirundinidae
- Eurochelidon sirintarae

##### Icteridae
- Icterus oberi

##### Laniidae
- Lanius newtoni

##### Malaconotidae
- Malaconotus alius

##### Meliphagidae
- Gymnomyza aubryana

##### Mimidae
- Mimus graysoni
- Mimus trifasciatus
- Toxostoma guttatum

##### Monarchidae
- Eutrichomyias rowleyi
- Monarcha boanensis
- Pomarea nigra
- Pomarea whitneyi
- Terpsiphone corvina

##### Muscicapidae
- Cyornis ruckii

##### Oriolidae
- Oriolus isabellae

##### Parulidae
- Geothlypis beldingi
- Leucopeza semperi
- Vermivora bachmanii

##### Pipridae
- Antilophia bokermanni

##### Polioptilidae
- Polioptila clementsi

##### Pycnonotidae
- Phyllastrephus leucolepis

##### Rhinocryptidae
- Eleoscytalopus psychopompus
- Merulaxis stresemanni

##### Sturnidae
- Aplonis pelzelni
- Leucopsar rothschildi

##### Sylviidae
- Acrocephalus familiaris
- Acrocephalus luscinius
- Artisornis moreaui

##### Thamnophilidae
- Formicivora littoralis
- Myrmotherula fluminensis
- Myrmotherula snowi

##### Thraupidae
- Conothraupis mesoleuca
- Nemosia rourei

##### Timaliidae
- Garrulax courtoisi

##### Troglodytidae
- Henicorhina negreti
- Thryothorus nicefori

##### Turdidae
- Myadestes lanaiensis
- Myadestes palmeri
- Turdus helleri

##### Zosteropidae
- Cleptornis marchei
- Rukia ruki
- Zosterops albogularis
- Zosterops chloronothus
- Zosterops nehrkorni
- Zosterops rotensis

#### Pelecaniformes

##### Fregatidae
- Fregata andrewsi

##### Phalacrocoracidae
- Phalacrocorax onslowi

#### Piciformes

##### Picidae
- Campephilus imperialis
- Campephilus principalis
- Celeus obrieni
- Dendrocopos noguchii

#### Podicipediformes

##### Podicipedidae
- Podiceps taczanowskii
- Tachybaptus rufolavatus

#### Procellariiformes

##### Diomedeidae
- Diomedea amsterdamensis
- Diomedea dabbenena
- Phoebastria irrorata
- Thalassarche eremita

##### Hydrobatidae
- Oceanites maorianus
- Oceanodroma macrodactyla

##### Procellariidae
- Pseudobulweria aterrima
- Pseudobulweria becki
- Pseudobulweria macgillivrayi
- Pterodroma caribbaea
- Pterodroma magentae
- Pterodroma phaeopygia
- Puffinus auricularis
- Puffinus mauretanicus

#### Psittaciformes

##### Psittacidae
- Amazona vittata
- Anodorhynchus glaucus
- Ara glaucogularis
- Cacatua haematuropygia
- Cacatua sulphurea
- Charmosyna amabilis
- Charmosyna diadema
- Charmosyna toxopei
- Cyanopsitta spixii
- Cyanoramphus malherbi
- Hapalopsittaca fuertesi
- Neophema chrysogaster
- Ognorhynchus icterotis
- Pezoporus occidentalis
- Pyrrhura griseipectus
- Strigops habroptila

#### Strigiformes

##### Strigidae
- Glaucidium mooreorum
- Heteroglaux blewitti
- Otus capnodes
- Otus moheliensis
- Otus pauliani
- Otus siaoensis

### Cephalaspidomorphi

#### Petromyzontiformes

##### Petromyzontidae
- Eudontomyzon hellenicus
- Lampetra spadicea

### Chondrichthyes

#### Carcharhiniformes

##### Carcharhinidae
- Carcharhinus hemiodon
- Glyphis gangeticus
- Glyphis garricki
- Glyphis siamensis
- Isogomphodon oxyrhynchus

##### Scyliorhinidae
- Haploblepharus kistnasamyi

##### Triakidae
- Mustelus fasciatus

#### Lamniformes

##### Lamnidae
- Lamna nasus (tiểu quần thể Địa Trung Hải)
- Lamna nasus (tiểu quần thể đông bắc Đại Tây Dương)

##### Odontaspididae
- Carcharias taurus (tiểu quần thể ven biển đông Australia)
- Carcharias taurus (tiểu quần thể tây nam Đại Tây Dương)

#### Rajiformes

##### Dasyatidae
- Himantura chaophraya (tiểu quần thể Thái Lan)

##### Narcinidae
- Narcine bancroftii

##### Narkidae
- Electrolux addisoni

##### Pristidae
- Anoxypristis cuspidata
- Pristis clavata
- Pristis microdon
- Pristis pectinata
- Pristis perotteti
- Pristis pristis
- Pristis zijsron

##### Rajidae
- Dipturus batis
- Leucoraja melitensis
- Okamejei pita

##### Rhinobatidae
- Rhinobatos horkelii

##### Urolophidae
- Urolophus javanicus

#### Squaliformes

##### Centrophoridae
- Centrophorus harrissoni
- Centrophorus uyato (tiểu quần thể Australia)

##### Squalidae
- Squalus acanthias (tiểu quần thể đông bắc Đại Tây Dương)

#### Squatiniformes

##### Squatinidae
- Squatina aculeata
- Squatina oculata
- Squatina squatina

### Mammalia

#### Afrosoricida

##### Chrysochloridae
- Cryptochloris wintoni
- Neamblysomus julianae (tiểu quần thể Bronberg Ridge)

#### Carnivora

##### Canidae
- Canis rufus
- Pseudalopex fulvipes
- Urocyon littoralis
- Canis simensis
- Canis himalayensis

##### Felidae
- Acinonyx jubatus hecki
- Acinonyx jubatus venaticus
- Lynx pardinus
- Panthera pardus melas
- Panthera pardus nimr
- Panthera pardus orientalis
- Panthera tigris amoyensis
- Panthera tigris sumatrae
- Prionailurus iriomotensis

##### Phocidae
- Monachus monachus
- Monachus schauinslandi

##### Procyonidae
- Procyon pygmaeus

##### Viverridae
- Viverra civettina

#### Cetartiodactyla

##### Balaenidae
- Eubalaena australis (tiểu quần thể Chile-Peru)
- Eubalaena japonica (tiểu quần thể đông bắc Thái Bình Dương)

##### Balaenopteridae
- Balaenoptera musculus intermedia

##### Bovidae
- Addax nasomaculatus
- Alcelaphus buselaphus tora
- Beatragus hunteri
- Bos sauveli
- Bubalus mindorensis
- Cephalophus adersi
- Hippotragus niger variani
- Kobus leche anselli
- Nanger dama
- Pseudoryx nghetinhensis
- Saiga tatarica
- Saiga tatarica tatarica
- Tragelaphus derbianus derbianus
- Tragelaphus eurycerus isaaci

##### Camelidae
- Camelus ferus

##### Cervidae
- Axis kuhlii

##### Delphinidae
- Cephalorhynchus hectori maui
- Orcaella brevirostris (tiểu quần thể sông Ayeyarwady)
- Orcaella brevirostris (tiểu quần thể sông Mahakam)
- Orcaella brevirostris (tiểu quần thể Malampaya Sound)
- Orcaella brevirostris (tiểu quần thể sông Mêkông)
- Orcaella brevirostris (tiểu quần thể hồ Songkhla)

##### Eschrichtiidae
- Eschrichtius robustus (tiểu quần thể miền tây)

##### Iniidae
- Lipotes vexillifer

##### Monodontidae
- Delphinapterus leucas (tiểu quần thể Cook Inlet)

##### Phocoenidae
- Phocoena phocoena (tiểu quần thể biển Baltic)
- Phocoena sinus

##### Suidae
- Porcula salvania
- Sus cebifrons

#### Chiroptera

##### Emballonuridae
- Coleura seychellensis

##### Hipposideridae
- Hipposideros lamottei

##### Molossidae
- Eumops floridanus

##### Mormoopidae
- Pteronotus paraguanensis

##### Mystacinidae
- Mystacina robusta

##### Natalidae
- Natalus jamaicensis
- Natalus primus

##### Phyllostomidae
- Artibeus incomitatus

##### Pteropodidae
- Aproteles bulmerae
- Dobsonia chapmani
- Mirimiri acrodonta
- Pteralopex flanneryi
- Pteralopex pulchra
- Pteropus aruensis
- Pteropus pselaphon
- Pteropus rodricensis
- Pteropus tuberculatus

##### Rhinolophidae
- Rhinolophus hilli

##### Vespertilionidae
- Murina tenebrosa
- Myotis hajastanicus
- Myotis yanbarensis
- Nyctophilus howensis
- Nyctophilus nebulosus
- Pharotis imogene
- Pipistrellus murrayi

#### Dasyuromorphia

##### Dasyuridae
- Sminthopsis aitkeni

#### Didelphimorphia

##### Didelphidae
- Marmosops handleyi

#### Diprotodontia

##### Burramyidae
- Burramys parvus

##### Macropodidae
- Dendrolagus mayri
- Dendrolagus mbaiso
- Dendrolagus pulcherrimus
- Dendrolagus scottae
- Dorcopsis atrata

##### Petauridae
- Petaurus abidi

##### Phalangeridae
- Ailurops melanotis
- Phalanger matanim
- Spilocuscus rufoniger
- Spilocuscus wilsoni

##### Potoroidae
- Bettongia penicillata
- Potorous gilbertii

##### Vombatidae
- Lasiorhinus krefftii

#### Eulipotyphla

##### Soricidae
- Congosorex phillipsorum
- Crocidura andamanensis
- Crocidura harenna
- Crocidura jenkinsi
- Crocidura nicobarica
- Crocidura trichura
- Crocidura wimmeri
- Cryptotis nelsoni
- Myosorex eisentrauti
- Sorex sclateri
- Sorex stizodon
- Suncus aequatorius

#### Lagomorpha

##### Leporidae
- Bunolagus monticularis

##### Ochotonidae
- Ochotona argentata

#### Monotremata

##### Tachyglossidae
- Zaglossus attenboroughi
- Zaglossus bartoni
- Zaglossus bruijnii

#### Perissodactyla

##### Equidae
- Equus africanus
- Equus ferus
- Equus ferus przewalskii

##### Rhinocerotidae
- Ceratotherium simum cottoni
- Dicerorhinus sumatrensis
- Diceros bicornis
- Diceros bicornis longipes
- Diceros bicornis michaeli
- Diceros bicornis minor
- Rhinoceros sondaicus

#### Pilosa

##### Bradypodidae
- Bradypus pygmaeus

#### Primates

##### Atelidae
- Alouatta guariba guariba
- Alouatta palliata mexicana
- Alouatta palliata trabeata
- Ateles fusciceps
- Ateles fusciceps fusciceps
- Ateles fusciceps rufiventris
- Ateles geoffroyi azuerensis
- Ateles geoffroyi geoffroyi
- Ateles geoffroyi vellerosus
- Ateles hybridus
- Ateles hybridus brunneus
- Ateles hybridus hybridus
- Brachyteles hypoxanthus
- Lagothrix lugens
- Oreonax flavicauda

##### Callitrichidae
- Leontopithecus caissara
- Saguinus oedipus

##### Cebidae
- Cebus albifrons aequatorialis
- Cebus albifrons trinitatis
- Cebus apella margaritae
- Cebus flavius
- Cebus kaapori
- Cebus xanthosternos

##### Cercopithecidae
- Cercopithecus dryas
- Cercopithecus mitis schoutedeni
- Cercopithecus mitis zammaronoi
- Macaca nigra
- Macaca pagensis
- Presbytis chrysomelas
- Presbytis chrysomelas chrysomelas
- Presbytis chrysomelas cruciger
- Presbytis potenziani potenziani
- Procolobus badius waldroni
- Procolobus pennantii
- Procolobus pennantii bouvieri
- Procolobus pennantii epieni
- Procolobus preussi
- Pygathrix cinerea
- Rhinopithecus avunculus
- Rungwecebus kipunji
- Simias concolor
- Simias concolor concolor
- Simias concolor siberu
- Trachypithecus cristatus vigilans
- Trachypithecus delacouri
- Trachypithecus poliocephalus
- Trachypithecus poliocephalus leucocephalus
- Trachypithecus poliocephalus poliocephalus
- Trachypithecus vetulus nestor

##### Galagidae
- Galagoides rondoensis

##### Hominidae
- Gorilla beringei beringei
- Gorilla gorilla
- Gorilla gorilla diehli
- Gorilla gorilla gorilla
- Pongo abelii

##### Hylobatidae
- Nomascus concolor
- Nomascus concolor concolor
- Nomascus concolor furvogaster
- Nomascus concolor jingdongensis
- Nomascus concolor lu
- Nomascus hainanus
- Nomascus leucogenys
- Nomascus nasutus

##### Indriidae
- Propithecus candidus
- Propithecus perrieri

##### Lemuridae
- Hapalemur alaotrensis
- Prolemur simus
- Varecia variegata
- Varecia variegata editorum
- Varecia variegata subcincta
- Varecia variegata variegata

##### Lepilemuridae
- Lepilemur septentrionalis

##### Pitheciidae
- Callicebus barbarabrownae
- Chiropotes satanas

##### Tarsiidae
- Tarsius bancanus natunensis

#### Rodentia

##### Abrocomidae
- Abrocoma boliviensis

##### Capromyidae
- Mesocapromys nanus
- Mesocapromys sanfelipensis
- Mysateles garridoi
- Mysateles meridionalis

##### Caviidae
- Cavia intermedia

##### Chinchillidae
- Chinchilla chinchilla
- Chinchilla lanigera

##### Cricetidae
- Habromys chinanteco
- Habromys delicatulus
- Habromys ixtlani
- Habromys lepturus
- Habromys schmidlyi
- Melanomys zunigae
- Microtus bavaricus
- Neotoma nelsoni
- Peromyscus bullatus
- Peromyscus caniceps
- Peromyscus dickeyi
- Peromyscus guardia
- Peromyscus interparietalis
- Peromyscus mayensis
- Peromyscus mekisturus
- Peromyscus pseudocrinitus
- Peromyscus slevini
- Peromyscus stephani
- Reithrodontomys spectabilis
- Tylomys bullaris
- Tylomys tumbalensis

##### Ctenomyidae
- Ctenomys osvaldoreigi
- Ctenomys roigi
- Ctenomys sociabilis

##### Dasyproctidae
- Dasyprocta mexicana

##### Echimyidae
- Phyllomys mantiqueirensis
- Phyllomys unicolor

##### Geomyidae
- Geomys tropicalis
- Orthogeomys lanius
- Pappogeomys alcorni

##### Heteromyidae
- Dipodomys gravipes
- Dipodomys insularis
- Dipodomys margaritae

##### Muridae
- Bunomys coelestis
- Crateromys australis
- Cremnomys elvira
- Hylomyscus grandis
- Leporillus apicalis
- Melomys fraterculus
- Melomys rubicola
- Millardia kondana
- Nilopegamys plumbeus
- Solomys ponceleti
- Tokudaia muenninki
- Uromys boeadii
- Uromys emmae
- Uromys imperator
- Uromys porculus
- Zyzomys palatalis
- Zyzomys pedunculatus

##### Nesomyidae
- Dendromus kahuziensis

##### Octodontidae
- Octodon pacificus
- Pipanacoctomys aureus
- Salinoctomys loschalchalerosorum

##### Sciuridae
- Biswamoyopterus biswasi
- Marmota vancouverensis

### Reptilia

#### Crocodylia

##### Alligatoridae
- Alligator sinensis

##### Crocodylidae
- Crocodylus intermedius
- Crocodylus mindorensis
- Crocodylus rhombifer
- Crocodylus siamensis

##### Gavialidae
- Gavialis gangeticus

#### Squamata

##### Agamidae
- Cophotis dumbara
- Phrynocephalus golubewii
- Phrynocephalus horvathi

##### Anguidae
- Abronia montecristoi
- Celestus anelpistus
- Celestus warreni
- Diploglossus montisserrati

##### Chamaeleonidae
- Bradypodion taeniabronchum

##### Colubridae
- Alsophis antiguae
- Alsophis ater
- Chironius vincenti
- Dipsas albifrons cavalheiroi
- Lampropeltis herrerae
- Liophis cursor
- Lycodon chrysoprateros
- Masticophis anthonyi
- Natrix natrix cetti
- Natrix natrix schweizeri
- Opisthotropis kikuzatoi

##### Gekkonidae
- Lepidoblepharis montecanoensis
- Phelsuma antanosy

##### Iguanidae
- Brachylophus vitiensis
- Ctenosaura bakeri
- Ctenosaura melanosterna
- Ctenosaura oaxacana
- Ctenosaura oedirhina
- Ctenosaura palearis
- Cyclura carinata
- Cyclura carinata bartschi
- Cyclura carinata carinata
- Cyclura collei
- Cyclura cychlura figginsi
- Cyclura lewisi
- Cyclura nubila caymanensis
- Cyclura pinguis
- Cyclura ricordi
- Cyclura rileyi cristata
- Cyclura rileyi rileyi

##### Lacertidae
- Acanthodactylus beershebensis
- Acanthodactylus harranensis
- Acanthodactylus mechriguensis
- Acanthodactylus spinicauda
- Darevskia dryada
- Eremias pleskei
- Gallotia auaritae
- Gallotia bravoana
- Gallotia intermedia
- Gallotia simonyi
- Iberolacerta martinezricai
- Philochortus zolii
- Podarcis raffonei

##### Phrynosomatidae
- Sceloporus exsul

##### Polychrotidae
- Anolis roosevelti

##### Scincidae
- Brachymeles cebuensis
- Chalcides ebneri
- Eumeces longirostris
- Lerista allanae

##### Teiidae
- Ameiva polops

##### Viperidae
- Bothrops alcatraz
- Bothrops insularis
- Crotalus catalinensis
- Crotalus unicolor
- Montivipera wagneri
- Vipera anatolica
- Vipera darevskii
- Vipera orlovi
- Vipera ursinii moldavica

#### Testudines

##### Chelidae
- Chelodina mccordi
- Mesoclemmys dahli
- Pseudemydura umbrina

##### Cheloniidae
- Eretmochelys imbricata
- Lepidochelys kempii

##### Dermatemydidae
- Dermatemys mawii

##### Dermochelyidae
- Dermochelys coriacea

##### Geoemydidae
- Batagur baska
- Batagur kachuga
- Callagur borneoensis
- Cuora aurocapitata
- Cuora galbinifrons
- Cuora mccordi
- Cuora pani
- Cuora trifasciata
- Cuora zhoui
- Heosemys depressa
- Leucocephalon yuwonoi
- Mauremys annamensis
- Siebenrockiella leytensis

##### Pelomedusidae
- Pelusios castanoides intergularis
- Pelusios subniger parietalis

##### Podocnemididae
- Erymnochelys madagascariensis

##### Testudinidae
- Astrochelys radiata
- Astrochelys yniphora
- Geochelone nigra hoodensis
- Geochelone platynota
- Pyxis arachnoides
- Pyxis planicauda
- Testudo graeca nikolskii
- Testudo kleinmanni
- Testudo kleinmanni werneri

##### Trionychidae
- Apalone ater
- Chitra chitra
- Rafetus swinhoei
- Trionyx triunguis (tiểu quần thể Địa Trung Hải)

### Sarcopterygii

#### Coelacanthiformes

##### Latimeriidae
- Latimeria chalumnae

## Cnidaria

### Anthozoa

#### Scleractinia

##### Acroporidae
- Acropora cervicornis
- Acropora palmata

##### Dendrophylliidae
- Rhizopsammia wellingtoni
- Tubastraea floreana

##### Poritidae
- Porites pukoensis

##### Siderastreidae
- Siderastrea glynni

### Hydrozoa

#### Milleporina

##### Milleporidae
- Millepora boschmai

## Mollusca

### Bivalvia

#### Unionoida

##### Margaritiferidae
- Margaritifera auricularia
- Margaritifera hembeli
- Margaritifera margaritifera durrovensis

##### Unionidae
- Alasmidonta raveneliana
- Amblema neislerii
- Arkansia wheeleri
- Cyprogenia stegaria
- Dromus dromas
- Elliptio steinstansana
- Epioblasma brevidens
- Epioblasma capsaeformis
- Epioblasma florentina curtisi
- Epioblasma florentina walkeri
- Epioblasma metastriata
- Epioblasma obliquata perobliqua
- Epioblasma othcaloogensis
- Epioblasma penita
- Epioblasma torulosa rangiana
- Fusconaia cor
- Fusconaia cuneolus
- Hemistena lata
- Lampsilis streckeri
- Lampsilis virescens
- Lasmigona decorata
- Lemiox rimosus
- Lexingtonia subplana
- Medionidus parvulus
- Medionidus penicillatus
- Medionidus simpsonianus
- Obovaria retusa
- Pegias fabula
- Plethobasus cicatricosus
- Plethobasus cooperianus
- Pleurobema chattanoogaense
- Pleurobema clava
- Pleurobema collina
- Pleurobema curtum
- Pleurobema furvum
- Pleurobema georgianum
- Pleurobema gibberum
- Pleurobema marshalli
- Pleurobema perovatum
- Pleurobema plenum
- Popenaias popeii
- Potamilus capax
- Ptychobranchus greenii
- Ptychobranchus jonesi
- Quadrula couchiana
- Quadrula fragosa
- Quadrula intermedia
- Quadrula sparsa
- Quadrula stapes
- Quadrula tuberosa
- Quincuncina mitchelli
- Rhombuniopsis tauriformis
- Toxolasma cylindrellus
- Villosa perpurpurea
- Villosa trabalis

### Gastropoda

#### Architaenioglossa

##### Ampullariidae
- Lanistes neritoides

##### Cyclophoridae
- Alycaeus balingensis
- Boucardicus fidimananai
- Boucardicus fortistriatus
- Boucardicus simplex

##### Diplommatinidae
- Arinia boreoborneensis
- Arinia dentifera
- Arinia oviformis
- Arinia simplex
- Diplommatina cacuminulus
- Diplommatina madaiensis
- Opisthostoma decrespignyi
- Opisthostoma fraternum
- Opisthostoma inornatum
- Opisthostoma jucundum
- Opisthostoma mirabile
- Opisthostoma otostoma
- Opisthostoma perspectivum
- Opisthostoma sciaphilum
- Opisthostoma thersites
- Opisthostoma trapezium

##### Viviparidae
- Bellamya liberiana
- Margarya monodi
- Margarya yangtsunghaiensis

#### Cycloneritimorpha

##### Helicinidae
- Ogasawarana chichijimana
- Ogasawarana habei
- Ogasawarana metamorpha
- Ogasawarana rex
- Ogasawarana yoshiwarana

##### Neritidae
- Neritina tiassalensis

#### Hygrophila

##### Lymnaeidae
- Lantzia carinata
- Stagnicola utahensis

##### Planorbidae
- Ancylastrum cumingianus
- Biomphalaria barthi
- Ceratophallus socotrensis
- Gyraulus cockburni
- Neoplanorbis tantillus

#### Littorinimorpha

##### Bithyniidae
- Gabbiella neothaumaeformis
- Sierraia outambensis
- Soapitia dageti

##### Hydrobiidae
- Angrobia grampianensis
- Belgrandiella austriana
- Belgrandiella ganslmayri
- Belgrandiella mimula
- Belgrandiella parreyssii
- Belgrandiella pelerei
- Belgrandiella styriaca
- Belgrandiella wawrai
- Bythinella bicarinata
- Bythiospeum cisterciensorum
- Coahuilix hubbsi
- Hemistoma whiteleggei
- Jardinella colmani
- Pyrgulopsis bruneauensis
- Somatogyrus biangulatus
- Somatogyrus coosaensis
- Somatogyrus crassus
- Somatogyrus currierianus
- Somatogyrus decipiens
- Somatogyrus excavatus
- Somatogyrus hendersoni
- Somatogyrus humerosus
- Somatogyrus nanus
- Somatogyrus obtusus
- Somatogyrus pygmaeus
- Somatogyrus quadratus
- Somatogyrus strengi
- Somatogyrus tennesseensis

##### Pomatiopsidae
- Fenouilia kreitneri
- Tomichia cawstoni
- Tomichia natalensis
- Tomichia tristis

#### Sacoglossa

##### Siphonariidae
- Siphonaria compressa

#### Sorbeoconcha

##### Pleuroceridae
- Elimia ampla
- Elimia annettae
- Leptoxis melanoidus

#### Stylommatophora

##### Achatinellidae
- Achatinella apexfulva
- Achatinella bellula
- Achatinella bulimoides
- Achatinella byronii
- Achatinella cestus
- Achatinella concavospira
- Achatinella curta
- Achatinella decipiens
- Achatinella fulgens
- Achatinella fuscobasis
- Achatinella leucorrhaphe
- Achatinella lila
- Achatinella lorata
- Achatinella mustelina
- Achatinella phaeozona
- Achatinella pulcherrima
- Achatinella pupukanioe
- Achatinella sowerbyana
- Achatinella stewartii
- Achatinella swiftii
- Achatinella taeniolata
- Achatinella turgida
- Achatinella viridans
- Achatinella vulpina
- Gulickia alexandri
- Partulina confusa
- Partulina dubia

##### Amastridae
- Amastra cylindrica
- Amastra micans
- Amastra rubens
- Amastra spirizona
- Armsia petasus
- Laminella sanguinea
- Tropidoptera heliciformis

##### Bradybaenidae
- Helicostyla smargadina

##### Cerastidae
- Pachnodus oxoniensis

##### Cerionidae
- Cerion nanus

##### Charopidae
- Kondoconcha othnius
- Mautodontha boraborensis
- Mautodontha ceuthma
- Opanara altiapica
- Opanara areaensis
- Opanara bitridentata
- Opanara caliculata
- Opanara depasoapicata
- Opanara duplicidentata
- Opanara fosbergi
- Opanara megomphala
- Opanara perahuensis
- Orangia maituatensis
- Radioconus goeldi
- Rhysoconcha variumbilicata
- Ruatara koarana
- Trachycystis clifdeni
- Trachycystis placenta

##### Clausiliidae
- Lampedusa melitensis

##### Draparnaudiidae
- Draparnaudia anniae
- Draparnaudia subnecata

##### Endodontidae
- Cookeconcha contorta
- Endodonta apiculata

##### Enidae
- Euchondrus ramonensis
- Napaeus isletae
- Pene galilaea

##### Euconulidae
- Dupontia levensonia
- Trochochlamys ogasawarana

##### Ferussaciidae
- Cecilioides eulima

##### Helicarionidae
- Erepta stylodon
- Harmogenanina implicata
- Zingis radiolata

##### Helicidae
- Hemicycla saulcyi
- Leptaxis vetusa
- Tyrrhenaria ceratina

##### Helicodiscidae
- Zilchogyra paulistana

##### Helminthoglyptidae
- Helminthoglypta walkeriana
- Micrarionta feralis

##### Hygromiidae
- Caseolus subcalliferus
- Discula testudinalis
- Discula tetrica
- Falkneria camerani
- Geomitra delphinuloides
- Trochoidea pseudojacosta
- Xerosecta giustii

##### Lauriidae
- Leiostyla abbreviata
- Leiostyla cassidula
- Leiostyla gibba
- Leiostyla heterodon
- Leiostyla simulator

##### Oreohelicidae
- Radiocentrum avalonense

##### Orthalicidae
- Bulimulus achatellinus
- Bulimulus adelphus
- Bulimulus adserseni
- Bulimulus chemitzioides
- Bulimulus curtus
- Bulimulus deridderi
- Bulimulus duncanus
- Bulimulus eos
- Bulimulus eschariferus
- Bulimulus galapaganus
- Bulimulus habeli
- Bulimulus hirsutus
- Bulimulus indefatigabilis
- Bulimulus jacobi
- Bulimulus lycodus
- Bulimulus ochsneri
- Bulimulus reibischi
- Bulimulus saeronius
- Bulimulus sculpturatus
- Bulimulus sp. nov. 'josevillani'
- Bulimulus sp. nov. 'krameri'
- Bulimulus sp. nov. 'nilsodhneri'
- Bulimulus sp. nov. 'tuideroyi'
- Bulimulus sp. nov. 'vanmoli'
- Bulimulus tanneri
- Bulimulus wolfi
- Leuchocharis pancheri
- Placostylus bivaricosus

##### Partulidae
- Partula affinis
- Partula calypso
- Partula clara
- Partula emersoni
- Partula gibba
- Partula guamensis
- Partula langfordi
- Partula leucothoe
- Partula martensiana
- Partula otaheitana
- Partula radiolata
- Partula taeniata
- Partula thetis
- Samoana abbreviata
- Samoana attenuata
- Samoana bellula
- Samoana burchi
- Samoana decussatula
- Samoana dryas
- Samoana fragilis
- Samoana hamadryas
- Samoana oreas
- Samoana strigata

##### Polygyridae
- Inflectarius magazinensis

##### Pupillidae
- Gyliotrachela luctans

##### Rhytididae
- Natalina beyrichi
- Rhytida clarki
- Rhytida oconnori

##### Streptaxidae
- Conturbatia crenata
- Glabrennea silhouettensis
- Glabrennea thomasseti
- Gonospira duponti
- Gulella puzeyi
- Gulella salpinx
- Priodiscus spinatus

##### Strophocheilidae
- Gonyostomus gonyostomus
- Hirinaba curytibana
- Megalobulimus grandis
- Megalobulimus proclivis

##### Succineidae
- Oxyloma kanabense

##### Vertiginidae
- Hypselostoma elephas
- Paraboysidia serpa

#### Vetigastropoda

##### Haliotidae
- Haliotis cracherodii

## Onychophora

### Onychophora

#### Onychophora

##### Peripatidae
- Speleoperipatus spelaeus

##### Peripatopsidae
- Opisthopatus roseus
- Peripatopsis leonina